# Крофордсвілл (Айова)
Крофордсвілл (англ. Crawfordsville) — місто (англ. city) в США, в окрузі Вашингтон штату Айова. Населення — 277 осіб (2020).

## Географія
Крофордсвілл розташований за координатами 41°12′50″ пн. ш. 91°32′14″ зх. д. / 41.21389° пн. ш. 91.53722° зх. д. (41.213885, -91.537093).  За даними Бюро перепису населення США в 2010 році місто мало площу 0,91 км², уся площа — суходіл.

## Демографія
Згідно з переписом 2010 року, у місті мешкали 264 особи в 110 домогосподарствах у складі 76 родин. Густота населення становила 290 осіб/км².  Було 120 помешкань (132/км²).
Расовий склад населення:
| - 93,9 % — білих - 1,1 % — корінних американців - 0,8 % — чорних або афроамериканців - 3,4 % — осіб інших рас |

До двох чи більше рас належало 0,8 %. Частка іспаномовних становила 9,1 % від усіх жителів.
За віковим діапазоном населення розподілялося таким чином: 23,9 % — особи молодші 18 років, 58,3 % — особи у віці 18—64 років, 17,8 % — особи у віці 65 років та старші. Медіана віку мешканця становила 45,3 року. На 100 осіб жіночої статі у місті припадало 95,6 чоловіків;  на 100 жінок у віці від 18 років та старших — 91,4 чоловіків також старших 18 років.
Середній дохід на одне домашнє господарство  становив 54 163 долари США (медіана — 41 719), а середній дохід на одну сім'ю — 62 015 доларів (медіана — 60 833). За межею бідності перебувало 6,3 % осіб, у тому числі 2,9 % дітей у віці до 18 років та 0,0 % осіб у віці 65 років та старших.
Цивільне працевлаштоване населення становило 167 осіб. Основні галузі зайнятості: освіта, охорона здоров'я та соціальна допомога — 27,5 %, роздрібна торгівля — 13,2 %, сільське господарство, лісництво, риболовля — 12,0 %.